# 正覚寺 (飯能市)
正覚寺（しょうがくじ）は、埼玉県飯能市にある曹洞宗の寺院。

## 歴史
1483年（文明15年）、本室鳳根によって開山された。その後、1577年（天正5年）に宝室存珠によって中興された。
当寺は「曹洞宗認可参禅道場」に指定されており、宿坊に泊まったり、坐禅を体験することができる。宿泊時には典座料理（精進料理）が出される。

## 交通アクセス
- 飯能駅または東飯能駅より 国際興業バス（名郷ゆき・湯の沢ゆき） 名郷停留所より徒歩1分